# David Anderson (sciatore)
David Anderson detto Dave (Rossland, 14 dicembre 1979) è un ex sciatore alpino canadese, vincitore della Nor-Am Cup nel 2004.

## Biografia
Attivo in gare FIS dal dicembre del 1994, in Nor-Am Cup Anderson esordì il 12 febbraio 1996 a Crested Butte in supergigante (48º) e ottenne il primo podio il 26 febbraio 2000 a Snowbasin in discesa libera (3º). Debuttò in Coppa del Mondo il 25 novembre 2000 a Lake Louise in discesa libera, senza completare la prova, e ai Campionati mondiali a Sankt Anton am Arlberg 2001, sua unica presenza iridata, dove si classificò 10º nella combinata e non completò il supergigante.
Conquistò la prima vittoria in Nor-Am Cup il 4 dicembre 2001 a Lake Louise in supergigante e ai successivi XIX Giochi olimpici invernali di Salt Lake City 2002, sua unica presenza olimpica, si piazzò 38º nella discesa libera. In Nor-Am Cup conquistò l'ultima vittoria il 24 febbraio 2004 a Big Mountain in discesa libera e l'ultimo podio il 28 febbraio successivo nella medesima località in supergigante (2º); al termine di quella stessa stagione 2003-2004 si aggiudicò sia il trofeo continentale nordamericano, sia le classifiche di discesa libera e di supergigante.
In Coppa del Mondo ottenne il miglior piazzamento il 14 gennaio 2005 a Wengen in combinata (26º) e prese per l'ultima volta il via il 20 febbraio successivo a Garmisch-Partenkirchen in supergigante, senza completare la prova; si ritirò al termine di quella stessa stagione 2004-2005 e la sua ultima gara fu uno slalom speciale FIS disputato il 5 aprile a Panorama, non completato da Anderson.

## Palmarès

### Coppa del Mondo
- Miglior piazzamento in classifica generale: 138º nel 2004

### Nor-Am Cup
- Vincitore della Nor-Am Cup nel 2004
- Vincitore della classifica di discesa libera nel 2004
- Vincitore della classifica di supergigante nel 2004
- 20 podi:
  - 10 vittorie
  - 6 secondi posti
  - 4 terzi posti

#### Nor-Am Cup - vittorie
| Data             | Località     | Paese       | Specialità |
| ---------------- | ------------ | ----------- | ---------- |
| 4 dicembre 2001  | Lake Louise  | Canada      | SG         |
| 5 dicembre 2001  | Lake Louise  | Canada      | SG         |
| 11 dicembre 2001 | Lake Louise  | Canada      | SG         |
| 16 dicembre 2002 | Lake Louise  | Canada      | SG         |
| 8 febbraio 2003  | Le Massif    | Canada      | DH         |
| 10 febbraio 2003 | Le Massif    | Canada      | SG         |
| 8 dicembre 2003  | Beaver Creek | Stati Uniti | SG         |
| 14 dicembre 2003 | Lake Louise  | Canada      | DH         |
| 16 dicembre 2003 | Lake Louise  | Canada      | SG         |
| 24 febbraio 2004 | Big Mountain | Stati Uniti | DH         |

Legenda:

DH = discesa libera

SG = supergigante

### Campionati canadesi
- 2 medaglie:
  - 2 argenti (slalom speciale nel 2000; slalom gigante nel 2003)